# Cephalops orestes
Cephalops orestes är en tvåvingeart som först beskrevs av Hardy 1972.  Cephalops orestes ingår i släktet Cephalops och familjen ögonflugor. Inga underarter finns listade i Catalogue of Life.